# De Christus van de Heilige Johannes van het kruis
De Christus van de Heilige Johannes van het Kruis (Spaans: El Cristo de San Juan de la Cruz) is een schilderij van de Spaanse kunstschilder Salvador Dalí. Het is in 1951 geschilderd.

## Compositie
Het doek is een voorstelling van Jezus Christus hangend aan een kruis. In tegenstelling tot wat gebruikelijk is, wordt de Christusfiguur hier van bovenaf gezien. Het landschap waarin de voorstelling is gesitueerd is de baai van Port Lligat (Catalonië), een landschap dat Dalí vaker heeft gebruikt in zijn werken. Dalí zou in een droom dit beeld gezien hebben en liet het bloed, de doornenkroon en de nagels achterwege omdat deze ontsierend zouden werken. Ook de bijzondere hoek waarin het tafereel is geschilderd, zou voortkomen uit de droom.
De compositie van de gekruisigde Christus is geïnspireerd op een tekening die omstreeks 1575 werd gemaakt door de 16e-eeuwse Spaanse monnik Johannes van het Kruis tijdens een visioen in extase, waarbij hij de kruisiging van bovenaf aanschouwde. De tekening wordt nog steeds bewaard in het klooster van Ávila. De figuren naast de boot zijn gebaseerd op een tekening van Le Nain en een tekening van Diego Velázquez, ‘De overgave van Breda’. De compositie heeft strenge mathematische verhoudingen die zijn terug te voeren op een cirkel en een driehoek. De driehoek wordt gevormd door de armen en de cirkel door het hoofd van Christus. De driehoek symboliseert de drie-eenheid en de cirkel kan een zinspeling zijn op de platonistische gedachte.
Aan de onderzijde van zijn studies voorafgaande aan het schilderij schreef Dalí: 

Ten eerste had ik in 1950 een “kosmische droom”, waarin ik dit beeld in kleur zag, de “kern van het atoom” voorstellend. Deze kern kreeg later een metafysische betekenis, ik beschouw het als de volkomen eenheid van het universum, "De Christus" in. Ten tweede zag ik, dankzij de aanwijzingen van de karmeliet pater Bruno, de door Sint-Johannes van het Kruis getekende Christus, ik construeerde geometrisch een driehoek en een cirkel, de “esthetische” samenvatting van al mijn vroegere experimenten, en plaatste mijn Christus in deze driehoek.

Het werk werd als banaal beschouwd door een belangrijke kunstcriticus toen het in Londen werd tentoongesteld. Een aantal jaren later werd het in het museum van Glasgow met een steen beschadigd door een fanaticus, omdat de kunstenaar vanuit zijn gezichtspunt op het onderwerp neerkeek. Het werd echter met succes hersteld.

## Geschiedenis
Het schilderij en de auteursrechten zijn verkocht aan de gemeente Glasgow. Het wordt tentoongesteld in het Kelvingrove Art Gallery and Museum. In 1950 werd er £ 8.200 voor het doek betaald, naar de toen geldende maatstaven een fors bedrag. Over deze besteding ontstond enige commotie onder studenten van de Glasgow School of Art, die graag hadden gezien dat de investering naar lokale kunstenaars zou gaan. Hierover werd destijds een petitie gepresenteerd aan de lokale overheid. De correspondentie tussen Dalí en Tom Honeyman (directeur van de Glasgow Museums) hierover, leidde uiteindelijk tot een langdurig contact tussen beiden.
In 2006 meldde de Schotse krant The Herald dat Spanje eerder het doek had willen terugkopen voor £ 80 miljoen.